# María Badía
María Badía i Cutchet (San Quirce del Vallés, Barcelona; 13 de mayo de 1947) es una profesora y política española.
Miembro del Parlamento Europeo por el Partido Socialista Obrero Español (PSOE).

## Biografía
Estudió filología inglesa en la Universidad Autónoma de Barcelona.
Forma parte del Grupo Socialista, y se sienta en el Comité del Parlamento Europeo de Cultura y Educación.
Ella es una sustituta de la Comisión de Asuntos Exteriores, miembro de la Delegación de las relaciones con China y una sustituta de la Delegación para las Relaciones con Sudáfrica y APEM. Convive con el actor Artur Trias.
El 17 de enero de 2016 fue nombrada Directora de Asuntos Exteriores, que depende de la Consejería de Asuntos Exteriores, Relaciones Institucionales y Transparencia de la Generalidad de Cataluña.